# Cihan Tasdelen
Cihan Tasdelen (* 6. Juni 1975) ist ein ehemaliger Fußballspieler und heutiger deutscher Fußballtrainer.

## Leben
Von 1993 bis 1995 war Tasdelen als Spieler bei İstanbulspor unter Vertrag und spielte in der zweiten türkischen Liga. Nach einem Knochentumor am Schienbein musste er seine Karriere als Fußballspieler 1994 beenden. Seine Trainerkarriere begann 1995 bei der zweiten Mannschaft des Vereins. Er begann ein Sportstudium, das er später in Göttingen fortsetzte und schließlich an der Universität Münster erfolgreich beendete. Im Jahr 2000 setzte er seine Karriere in Deutschland fort. Dort trainierte er bis 2016 die U-17 und die U-19 von Preußen Münster. Von 2011 bis 2013 war er Scout der türkischen Nationalmannschaft und Nachwuchsscout von Galatasaray Istanbul.
Nach der Entlassung von Horst Steffen im Jahr 2016 wurde Tasdelen zum Interimstrainer der ersten Mannschaft. Nach einem 7:0-Pokalerfolg am 9. Oktober 2016 gegen die SpVgg Erkenschwick holte er in seinem zweiten Pflichtspiel in der 3. Liga ein 2:2-Unentschieden gegen die Mannschaft von SV Wehen Wiesbaden. Sein Nachfolger wurde Benno Möhlmann. Derzeit (Stand 2019) ist Tasdelen Trainer der U-19-Jugend des Vereins Preußen Münster.